# Zabójstwo Bronisława Pierackiego
Zabójstwo Bronisława Pierackiego, polityka sanacji, ministra spraw wewnętrznych w rządzie Leona Kozłowskiego miało miejsce 15 czerwca 1934 przed budynkiem Klubu Towarzyskiego przy ulicy Foksal w Warszawie. Pieracki został postrzelony przez członka Organizacji Ukraińskich Nacjonalistów (OUN), Hryhorija Maciejkę. Przewieziono go do szpitala, ale zmarł tego samego dnia.

## Przygotowania do zamachu
Bronisław Pieracki był legionistą, uczestnikiem walk z Ukraińcami o Lwów, ministrem spraw wewnętrznych, odpowiedzialnym m.in. za politykę państwa względem mniejszości narodowych.
Podczas zjazdu Organizacji Ukraińskich Nacjonalistów w Berlinie zapadła decyzja o zorganizowaniu zamachu na ministra ds. wyznań religijnych Janusza Jędrzejewicza lub właśnie Pierackiego. Morderstwo miało być odpowiedzią na aresztowania, których dokonały polskie władze po nieudanym napadzie nacjonalistów ukraińskich na pocztę w Gródku Jagiellońskim. Decyzja o zamachu na Bronisława Pierackiego zapadła, gdy podjął on próbę porozumienia z umiarkowanymi grupami Ukraińców mieszkających w Polsce. Zdaniem radykalnych organizacji ukraińskich zagrażało to ich dalszej konfrontacyjnej polityce.
Przygotowania do zamachu rozpoczęły się wiosną 1934, gdy do Warszawy przyjechał jeden z liderów OUN Mykoła Łebed. Przeprowadził on rozpoznanie w stolicy, w czym pomagała mu Daria Hnatkiwska. Do zamachu miało nie dojść, ponieważ na jego odwołanie nalegali Niemcy, wspierający ukraińskich nacjonalistów. Naciski, aby przerwać przygotowania do akcji, miały związek z czasowym polepszeniem stosunków polsko-niemieckich po dojściu Adolfa Hitlera do władzy. Istnieją dwie hipotezy, próbujące wyjaśnić, dlaczego doszło do morderstwa. Pierwsza mówi o tym, że popełniono je za wiedzą i zgodą Jewhena Konowalca, głównego prowidnyka OUN. Druga twierdzi, że zamach został wykonany przez radykalną grupę „młodych” w OUN.
Jak się później okazało, współpracowników Łebedia obserwowała od dawna polska policja, ale postanowiono ich nie aresztować, ponieważ działo się to w czasie, gdy Pieracki próbował porozumieć się z umiarkowanymi organizacjami ukraińskimi. Ukraińcy mieli świadomość tego, że OUN (a zwłaszcza lwowska część organizacji) jest rozpracowywana przez polskie służby. W związku z tym Stepan Bandera wydał rozkaz odwołujący zamach na Pierackiego. Nie dotarł on jednak do Warszawy na czas.

## Przebieg zamachu

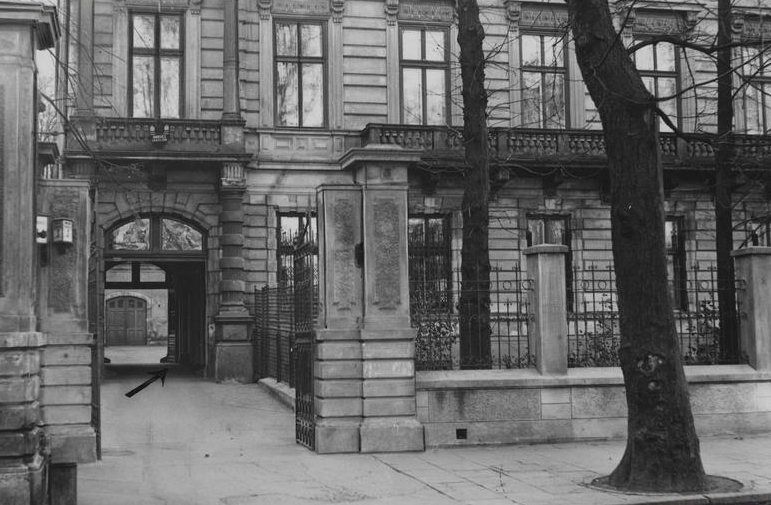
Ul. Foksal 3 w Warszawie – miejsce zabójstwa Pierackiego zaznaczone strzałką

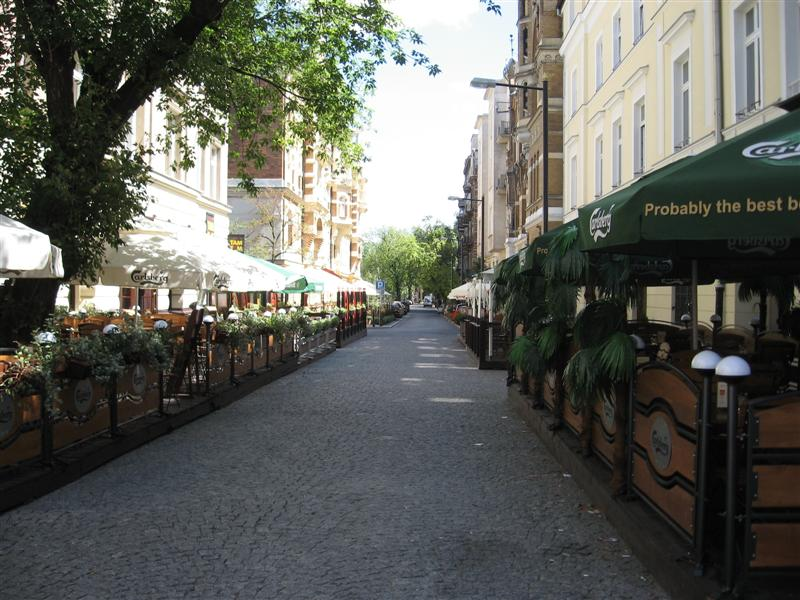
Ul. Foksal w Warszawie – stan obecny

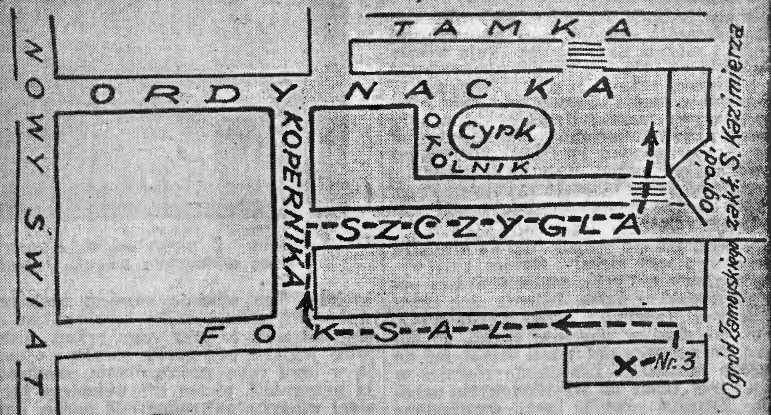
Trasa ucieczki zabójcy opublikowana w „Ilustrowanym Kurierze Codziennym” z 19 listopada 1935

W 1934 r. z rozkazu prowidnyka krajowego OUN na Polskę, Stepana Bandery, do dokonania zamachu na ministra Pierackiego został wyznaczony członek OUN Hryhorij Maciejko ps. „Honta”. W tym celu przybył do Warszawy i pod fałszywą tożsamością jako Włodzimierz Olszewski przez pewien czas obserwował tryb życia Pierackiego. Postanowiono, że zaczai się on przed warszawskim Klubem Towarzyskim przy ul. Foksal 3 – miejscu, w którym często spotykali się politycy obozu rządzącego, wysokiej rangi wojskowi i przemysłowcy. 15 czerwca 1934 r. Maciejko zjawił się tam rano i przez dłuższy czas oczekiwał na przybycie Pierackiego, kilkakrotnie oddalając i zjawiając się ponownie w okolicy budynku. Nie zwrócił na siebie uwagi portiera, pomimo podejrzanego zachowania i faktu, że w rękach trzymał kartonowe, obwinięte w papier pudełko, w którym znajdowała się bomba. Mechanizm jej zapalnika bazował na reakcji chemicznej wywoływanej przez połączenie kwasu azotowego, cukru i piorunianu rtęci.
Około godziny 14:30 przed budynek Klubu Towarzyskiego zajechał premier Leon Kozłowski, nieco później pojawił się minister opieki społecznej Jerzy Paciorkowski. O 15:30 przybył Bronisław Pieracki, który na Foksal przyjechał służbową limuzyną prowadzoną przez szofera Witulskiego. Gdy minister wysiadł z samochodu, ruszył za nim Maciejko, który podszedł do Pierackiego i usiłował zdetonować bombę. Jej zapalnik, którym była szklana rurka, zawiódł. Okazało się, że wykonano ją ze zbyt grubego szkła, aby zgnieść ją jednym ruchem. Wobec takiego rozwoju sytuacji Maciejko wyciągnął pistolet kalibru 7,65 mm i trzykrotnie strzelił do Pierackiego. Dwie kule trafiły ministra w tył głowy. Następnie zamachowiec wyszedł na ulicę i szybkim krokiem ruszył w kierunku Nowego Światu. Maciejki nie zatrzymał ani portier, ani szoferzy limuzyn oczekujący na ulicy na gości klubu. Zamachowiec minął nawet policjanta, który zaczął za nim pościg dopiero po chwili, zaalarmowany przez portiera, który otrząsnął się z szoku i wybiegł na ulicę. Mordercę jako pierwszy zaczął jednak gonić woźny poselstwa Japonii Franciszek Wywrocki. Zamachowiec zauważył pościg i na rogu ul. Kopernika strzelił do tego ostatniego, ale chybił.
W tym samym czasie szofer Pierackiego zawrócił samochodem w wąskiej uliczce i zaczął pościg autem za Maciejką. Policjant sprzed kamienicy nr 8 wskoczył na stopień limuzyny i w ten sposób ścigał zamachowca. Na ul. Kopernika udało im się dogonić Maciejkę, który oddał strzał do szofera. Temu udało się uchylić, ale przez moment nie obserwował ulicy. W tym czasie zamachowiec wskoczył w ulicę Szczyglą, podczas gdy samochód pojechał dalej prosto. Dopiero po chwili zawrócił i również skręcił w Szczyglą. W tym czasie Maciejko był już jednak w bramie domu przy ul. Okólnik 5. Goniący go policjant został zmylony przez wspólnika zamachowca, który poinformował go, że Ukrainiec pobiegł w odwrotnym kierunku. Wykorzystując to, Maciejko zdjął w bramie płaszcz i zostawił tam paczkę z wadliwą bombą. Następnie wyszedł na ulicę i spokojnie oddalił się, nie wywołując żadnych podejrzeń. Zamachowiec nie został schwytany. Udało mu się zbiec – najpierw do Czechosłowacji, a później do Argentyny. Nigdy nie osądzono go za zamordowanie Pierackiego.
Pawieł Sudopłatow podaje w swoich wspomnieniach inną wersję wydarzeń. Usłyszał ją od Jewhena Konowalca w 1935 roku: 

Również kompletnie zaskoczył mnie fakt, że zamach na polskiego ministra generała Bronisława Pierackiego, dokonany przez ukraińskiego terrorystę Hryhorija Maciejkę, został przeprowadzony wbrew woli Konowalca, a wykonany na rozkaz jego rywala Bandery. Bandera chciał rozciągnąć kontrolę nad organizacją, wykorzystując naturalną wrogość Ukraińców do Pierackiego, który był odpowiedzialny za prześladowanie mniejszości ukraińskiej w Polsce. Konowalec powiedział mi, że Berlin przynajmniej na razie, nie jest w żadnej mierze zainteresowany w działaniach przeciwko Polakom. Niemcy byli tak oburzeni zamachem, że skierowali swój gniew przeciw Banderze i jego zwolennikom, ale zamachowiec Maciejko zdążył uciec. Maciejko planował zabicie Pierackiego granatem, ale ten nie eksplodował, i zamachowiec musiał generała zastrzelić. Tłum rzucił się za nim, ale zdążył wskoczyć na przód tramwaju, który odciął go od ścigających. Maciejce udało się ześlizgnąć z tramwaju tuż przy wejściu do jakiegoś budynku i wejść na górę po schodach. Tam zdjął kapelusz i płaszcz, wyrzucił niepotrzebny rewolwer i nie zauważony wyszedł z budynku.

Po ciężko rannego Pierackiego bardzo szybko przyjechała karetka. Minister został przewieziony do Szpitala Ujazdowskiego, gdzie poddano go operacji. Pomimo tego, zmarł jeszcze tego samego dnia. Rządowa „Gazeta Polska” relacjonowała: 

Upływ krwi udało się zatamować. Następnie lekarze dokonali trepanacji czaszki i wydobyli kulę. Stan ministra pogarszał się z każdą chwilą. Tętno słabło. O godz. 5 minut 15 po południu nastąpiła agonja.

## Następstwa

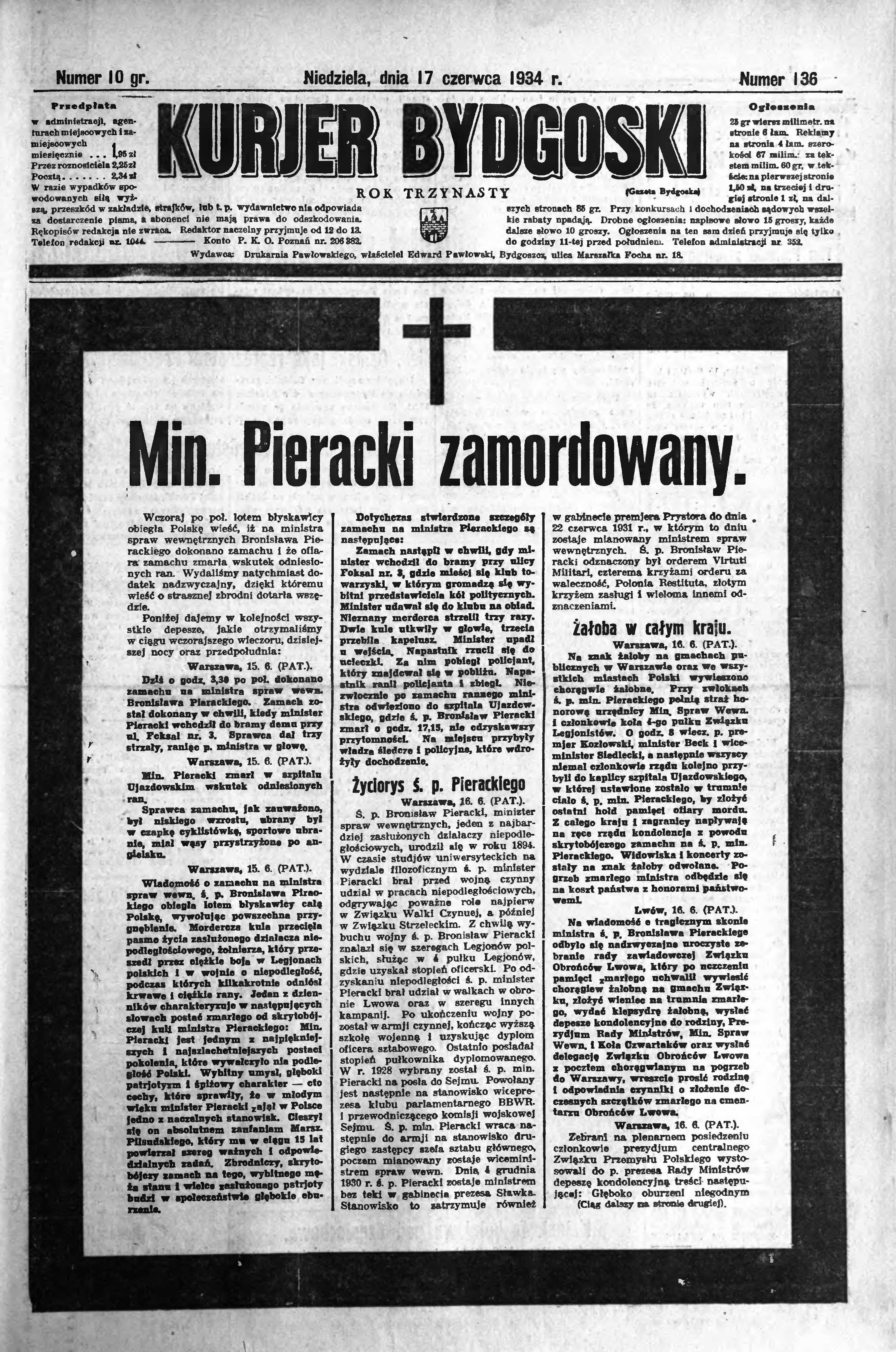
Pierwsza strona „Kuriera Bydgoskiego” z 17 czerwca 1934 r., informująca o śmierci Pierackiego

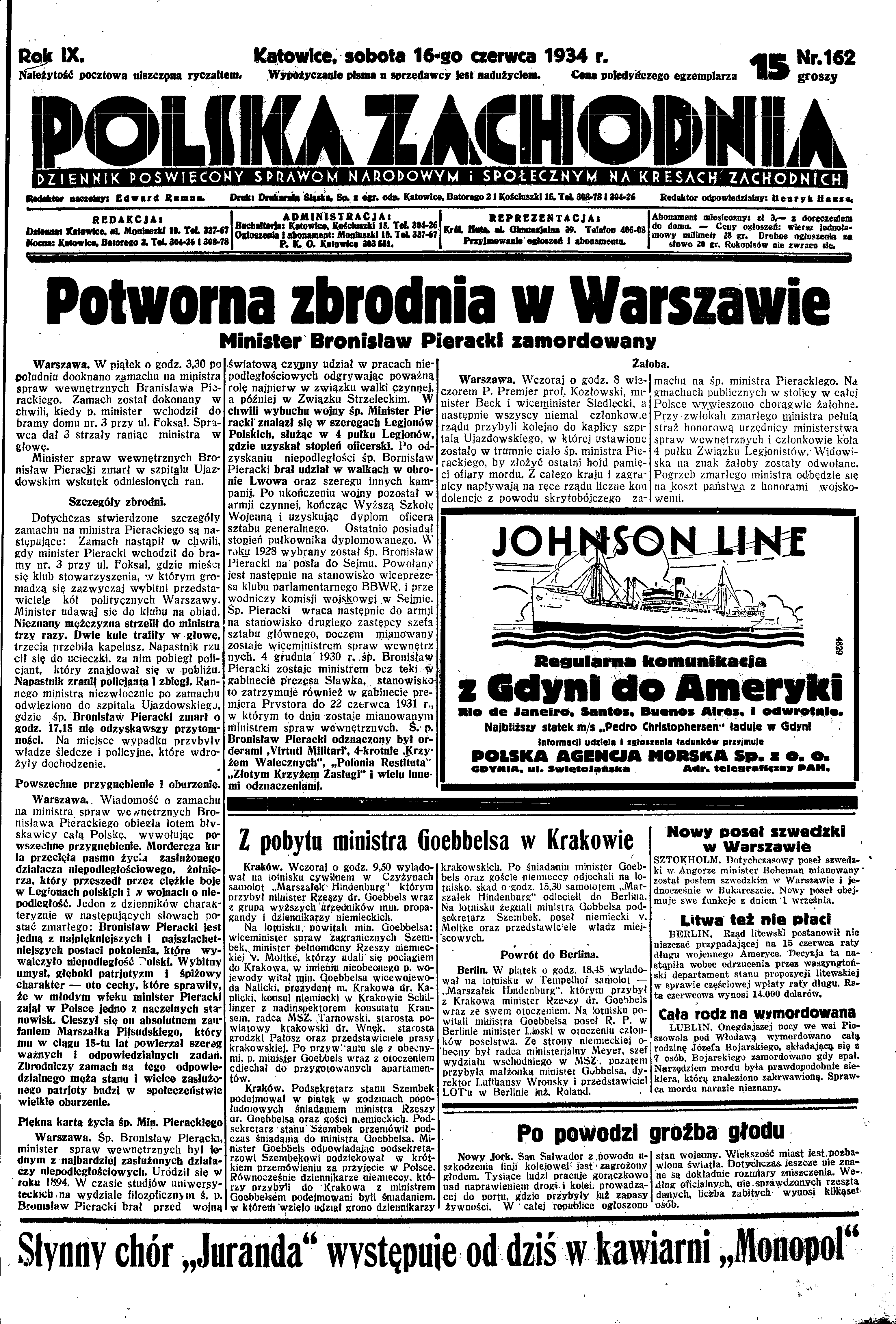
Pierwsza strona gazety „Polska Zachodnia” z 16 czerwca 1934 r., informująca o zabójstwie

Początkowo o zamordowanie Bronisława Pierackiego podejrzewano radykalne organizacje prawicowe, przede wszystkim Obóz Narodowo-Radykalny. Akcja miała być odwetem za delegalizację ONR przez władze, która nastąpiła 10 czerwca 1934 r., pięć dni przed zamachem. Gdy wiadomość o śmierci Pierackiego rozniosła się po Warszawie, doszło do manifestacji antyprawicowych. Około 150 osób zdemolowało redakcję i drukarnię endeckiej „Gazety Warszawskiej” przy ul. Zgoda. Już w nocy z 16 na 17 czerwca aresztowano 600 osób w związku z zamachem. „Gazeta Polska” pisała tuż po zabójstwie Pierackiego: 

Na pewno odżegnają się jutro od nieznanego zbrodniarza wszystkie stronnictwa polityczne... Gdy wyjaśnione zostanie, gdzie tkwią korzenie mordu, na jakim fermencie wezbrała zbrodnia – to trzeba będzie chore miejsce organizmu społecznego wypalić białym żelazem. I pora, by wiedzieli i pamiętali o tym wszyscy – okres nieodpowiedzialności w dziejach Polski skończył się.

Gdy informacja o zamachu na Pierackiego dotarła do Józefa Piłsudskiego, wstrząsnęła ona marszałkiem. Jego adiutant, Mieczysław Lepecki wspominał, że Piłsudski nie przyjął gen. Felicjana Sławoja Składkowskiego, który przywiózł mu ze szpitala wiadomość o śmierci ministra.
Poza narodowcami, o dokonanie zamachu podejrzewani byli także Ukraińcy. Ta druga hipoteza potwierdziła się, gdy wkrótce do zamordowania Pierackiego przyznała się OUN.

Sprawa zabójstwa ministra wyjątkowo bulwersowała opinię publiczną, ponieważ zamachu dokonano w dzień, w samym centrum stolicy, na osobę odpowiedzialną za bezpieczeństwo wewnętrzne, a zamordowany równie dobrze mógł zostać szef rządu. Jak pisze Andrzej Ajnenkiel: 

Sprawa była dodatkowo, jak się później okazało, o tyle kompromitująca, że nieco wcześniej w rękach władz znalazło się archiwum OUN wraz z dokumentami dotyczącymi przygotowań do tej właśnie akcji. Odszyfrować miano je dopiero po zamachu. Spowodowało to narodzenie się pogłosek, że śmierć Pierackiego nastąpiła za wiedzą podległych mu władz bezpieczeństwa.

### Śledztwo
W śledztwo osobiście zaangażował się nawet ówczesny minister sprawiedliwości Czesław Michałowski. Pomimo pierwszych podejrzeń, które padły na organizacje skrajnie prawicowe, w toku śledztwa bardzo szybko pojawiły się poszlaki świadczące o popełnieniu morderstwa przez nacjonalistów ukraińskich. Podczas przeszukiwania okolic miejsca zabójstwa, odnaleziono płaszcz porzucony przez Maciejkę, a także bombę, która nie zadziałała. W kieszeni płaszcza znajdowała się kokardka w barwach niebiesko-żółtych (ukraińskich) oraz spinka ze szkiełkiem w tych samych kolorach. Oba przedmioty były w czasach II Rzeczypospolitej demonstracyjnie noszone przez nacjonalistów ukraińskich.

Podczas śledztwa ponowne podejrzenie padło jednak na ONR, gdy okazało się, że w dniu zamachu z Pierackim usiłował skontaktować się przywódca organizacji Jan Mosdorf. Gdy sekretarz ministra oświadczył mu, że ten będzie w stanie pomówić z nim następnego dnia, Mosdorf odrzekł, iż wówczas To już będzie za późno. Tym bardziej podejrzany był fakt, że po śmierci Pierackiego Mosdorf ukrywał się przez półtora roku, w obawie przed aresztowaniem. Zjawił się jednak na procesie Ukraińców oskarżonych o udzielenie pomocy zamachowcowi i oświadczył, że pragnął spotkać się z Pierackim w celu skłonienia go do uchylenia decyzji zamknięcia oenerowskiego czasopisma „Sztafeta”. Na korzyść ONR zeznawał także inspektor Policji Państwowej, Józef Piątkiewicz, który powiedział m.in.: 

Zamach nie mógł wyjść ze sfer ONR, bowiem blisko będąc ministra Pierackiego, wiem, że z przywódcami ONR prowadził on pewne pertraktacje, które w dniu jego śmierci były w toku. Oenerowcy nie mieliby celu i interesu w tym zabójstwie. Gdyby ONR dokonał tego zamachu, miałby on raczej charakter zamachu stanu, a nie mordu politycznego.

W toku dochodzenia udało się ustalić, że zamachu dokonano z tej samej broni, z której kilka tygodni wcześniej we Lwowie zginął członek OUN, Jakub Baczyński, oskarżony przez członków organizacji o to, że donosił na nich polskiej policji. Badanie znalezionego ładunku wybuchowego pozwoliło natomiast stwierdzić, że skonstruował go Jarosław Karpyneć, pirotechnik OUN studiujący w Krakowie, obserwowany od dawna przez polskie służby bezpieczeństwa. Dwa tygodnie po zabójstwie Pierackiego minister Michałowski ujawnił w jednym z wywiadów prasowych, że zamachu dokonała Organizacja Nacjonalistów Ukraińskich. Jednocześnie przyznał, że morderca, Hryhorij Maciejko, zdołał ujść.
Podczas śledztwa w sprawie zabójstwa ministra Pierackiego zostały udostępnione (przez Oddział II Sztabu Generalnego Wojska Polskiego i Ministerstwo Spraw Wewnętrznych) do analizy akta UWO/OUN (418 oryginałów i 2055 fotografii dokumentów) zdobyte wcześniej na terytorium Czechosłowacji podczas rewizji ukraińskich działaczy, m.in. Omelana Senyka. Akta te potocznie nazywano „Aktami Senyka”. Posłużyło to późniejszemu „rozpracowaniu” OUN.

Jesienią 1934 bojowe skrzydło OUN – Ukraińska Organizacja Wojskowa przyznało się do przeprowadzenia zamachu na Pierackiego: 

15.VI.1934 bojowiec UWO wykonał w imieniu ukraińskiej rewolucji narodowej wyrok śmierci na jednym z katów narodu ukraińskiego. 15.VI.1934 bojowiec UWO zabił w Warszawie Ministra Spraw Wewnętrznych polskiego Rządu okupacyjnego na ZUZ – Pierackiego.
Czyn bojowca, uderzając w lackiego ministra Pierackiego, jako jednego z twórców, realizatorów i przedstawicieli okupacyjnego lackiego panowania na ZUZ, uderzył tem samem w system gnębicielskiego panowania Lachów nad narodem ukraińskim ZUZ.

### Proces

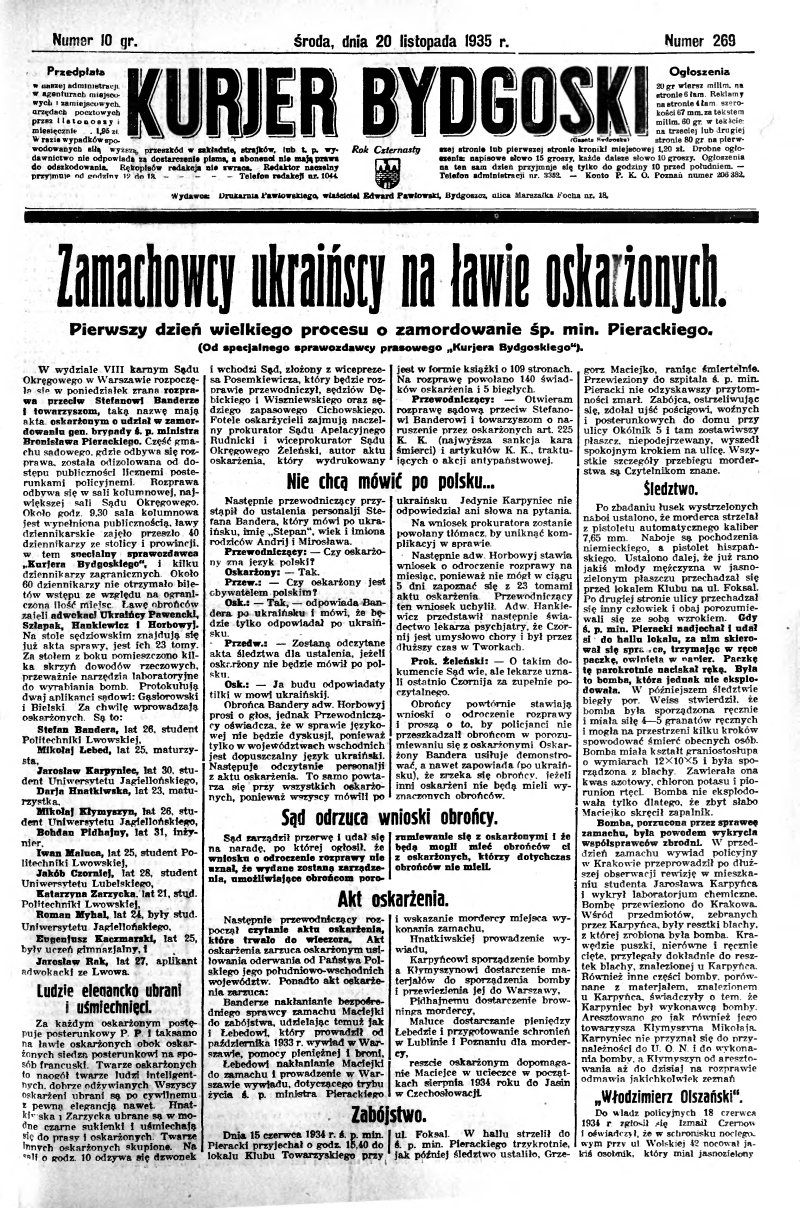
Pierwsza strona „Kuriera Bydgoskiego” z 20 listopada 1935, informująca o rozpoczęciu procesu osób zamieszanych w zabójstwo Pierackiego

Tuż po zamachu Łebed wyjechał z Warszawy przez Wolne Miasto Gdańsk do Niemiec, a Hnatkiwska powróciła do swego rodzinnego Kosowa. Łebed został aresztowany po zejściu ze statku w Szczecinie i wydany władzom polskim na osobiste polecenie kanclerza Rzeszy Adolfa Hitlera, bez formalnego wniosku ekstradycyjnego ze strony Polski. Przewieziono go specjalnym samolotem do Warszawy. Znaleziono przy nim notatki, w których pisał: 

Akt jego wykorzystanie i skapitalizowanie. Obozy koncentracyjne. Wyroki lub może śmierć niektórych w kraju, by przeciwstawić się, musimy stworzyć grupę ludzi bojową... Jeszcze może nastąpić zryw pojedynczych wsi i powiatów. Mała partyzantka. Wydać komunikat z naświetleniem aktu (za pomstę). Rozpowszechnić w prasie legalnej i za pomocą ulotek (na wsie).

Hnatkiwską zaaresztowano wkrótce potem. Jako że mordercy udało się zbiec za granicę, proces sądowy objął tylko te osoby, które oskarżono o udzielenie pomocy Hryhorijowi Maciejce.
Proces rozpoczął się 18 listopada 1935 przed sądem okręgowym w Warszawie. Przewodniczącym zespołu sędziowskiego był Władysław Posemkiewicz. Oskarżono 12 osób, podzielonych na dwie grupy. W skład pierwszej wchodzili: Stepan Bandera, Mykoła Łebed, Daria Hnatkiwska, Jarosław Karpyneć, Mykoła Kłymyszyn, Iwan Maluca i Bohdan Pidhajnyj. Dwóch pierwszych prokuratorzy Władysław Żeleński i Kazimierz Rudnicki oskarżyli także o zlecenie zabójstwa Maciejce. W skład drugiej grupy (oskarżonych o udzielenie pomocy zabójcy przy ukryciu się i ucieczce) wchodzili natomiast: Jakiw Czornij, Jewhen Kaczmarskyj, Roman Myhal, Jarosław Rak i Kateryna Zaryćka. Wszystkim postawiono także zarzut członkostwa w nielegalnej organizacji w celu oderwania od Państwa Polskiego jego południowo-wschodnich województw. Akt oskarżenia obejmował 110 (lub 250) stron maszynopisu. Członków OUN bronili ukraińscy adwokaci: Aleksander Pawęcki (Pawencki), Stefan Szłapak, Lew Hankiewicz i Włodzimierz Stanisław Horbowyj (Horbowy). Do procesu powołano 140 (144) świadków oskarżenia i 5 biegłych. W procesie zeznawał m.in. naczelnik Wydziału Narodowościowego w Departamencie Politycznym Ministerstwa Spraw Wewnętrznych Henryk Suchenek-Suchecki, który przedstawił stosunek Pierackiego do Ukraińców, wskazując na znajomość, wyrozumiałość, troskę ministra wobec zagadnienia tejże mniejszości, jak również chęć uregulowania niezdrowych stosunków polsko-ukraińskich.
Akt oskarżenia zarzucał poszczególnym Ukraińcom: Banderze – nakłanianie Maciejki do zabójstwa, udzielanie pomocy Łebedowi i Maciejce w postaci pieniędzy i broni; Łebedowi – nakłanianie Maciejki do zabójstwa, prowadzenie dla niego wywiadu w Warszawie odnośnie do trybu życia Pierackiego; Hnatkiwskiej – prowadzenie wywiadu, Karpyńcowi – sporządzenie bomby, Kłymyszynowi – dostarczenie chloranu potasu do sporządzenia bomby i rolę łącznika pomiędzy członkami OUN, biorącymi udział w przygotowaniu zamachu, Pidhajnemu – dostarczenie pistoletu mordercy, Maluce – dostarczenie Łebedowi pieniędzy i przygotowanie schronień dla zamachowca w Lublinie i Poznaniu. Reszcie postawiono zarzut pomagania Maciejce w ucieczce na początku sierpnia 1934 do Jasin w Czechosłowacji.
Oskarżeni odmówili udzielenia wyjaśnień w języku polskim. Chcieli natomiast wypowiadać się po ukraińsku, na co zgody nie wyraził sąd, nie uznając języka ukraińskiego jako języka urzędowego dopuszczonego do stosowania na całym terytorium RP. W konsekwencji, wobec odmowy składania wyjaśnień w języku polskim, sąd przyjął, iż oskarżeni odmówili składania zeznań w ogóle.
Wyroki ogłoszono 13 stycznia 1936. Wszystkich oskarżonych uznano winnych zarzucanych im czynów. Skazano ich odpowiednio na:
- Bandera, Łebed i Karpyneć – karę śmierci z zamianą na mocy amnestii na karę dożywotniego więzienia,
- Kłymyszyn i Pidhajnyj – karę dożywotniego więzienia,
- Hnatkiwska – 16 lat,
- Maluca, Myhal i Kaczmarskyj – 12 lat,
- Zaryćka – 8 lat,
- Czornyj i Rak – 7 lat więzienia (po zastosowaniu amnestii i z zaliczeniem aresztu śledczego)[21].

25 maja 1936 przed sądem we Lwowie rozpoczął się proces 23 ukraińskich działaczy OUN, w tym winnych zamachu na Bolesława Pierackiego jak Stepan Bandera, oskarżonych o zdradę stanu i szereg zamachów (przewodniczącym składu sędziowskiego był Paweł Dysiewicz, a prokuratorem oskarżającym Juliusz Prachtel-Morawiański). 20 grudnia 1938 Sąd Okręgowy w Poznaniu skazał osoby oskarżone o usiłowanie odbicia Stepana Bandery z więzienia we Wronkach.

### Upamiętnienie Pierackiego

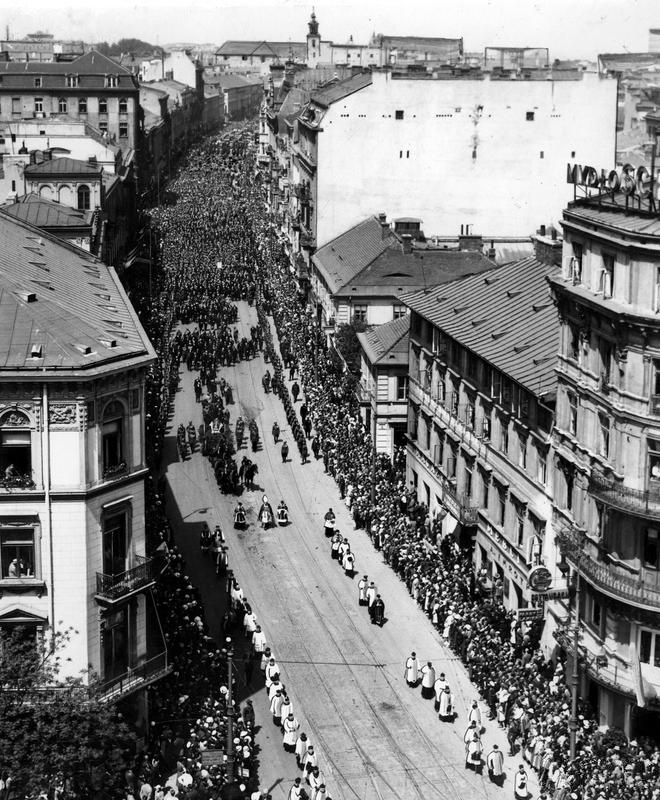
Uroczystości pogrzebowe Pierackiego na warszawskim Nowym Świecie

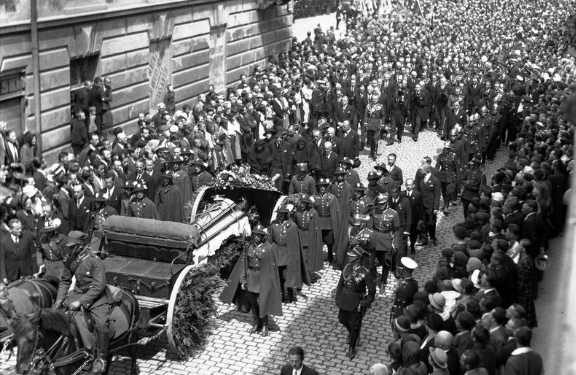
Uroczystości pogrzebowe Pierackiego w Nowym Sączu

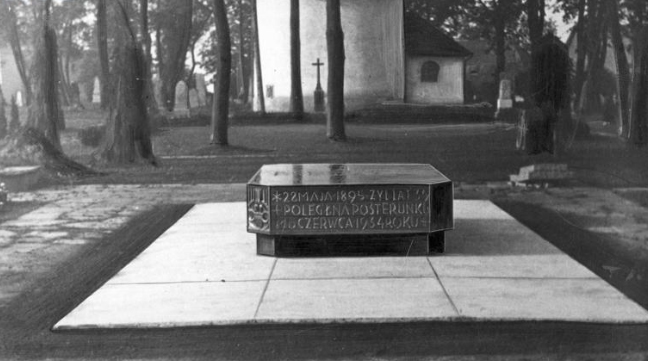
Płyta nagrobna Pierackiego na starym cmentarzu w Nowym Sączu

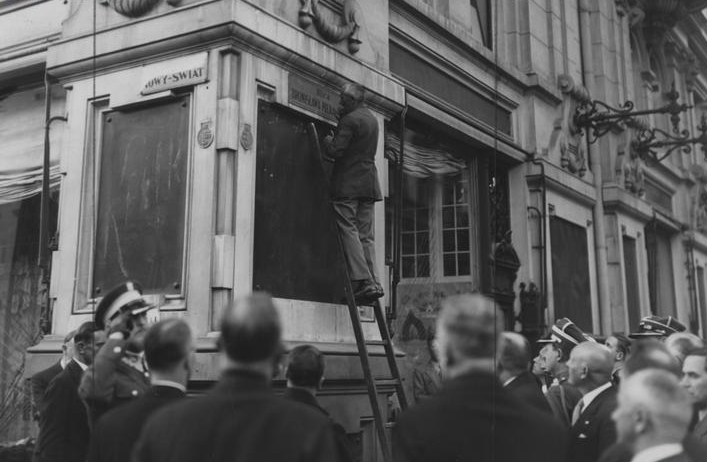
Uroczystość zmiany nazwy ulicy Foksal na Bronisława Pierackiego – 17 czerwca 1934

Tuż po zamordowaniu Pierackiego prezydent Ignacy Mościcki ogłosił żałobę narodową. Odwołał także planowaną wizytę w Bydgoszczy.

Dwa dni po zabójstwie ministra, władze miejskie Warszawy zadecydowały o zmianie administracyjnej nazwy Foksal na ul. Bronisława Pierackiego. „Polska Zbrojna” relacjonowała uroczystość zmiany tabliczki z nazwą ulicy: 

O oznaczonej godzinie na rogu Nowego Światu i Foksal stawiły się delegacje (...). Orkiestra tramwajarzy odegrała marsz żałobny. Po skończonej mowie prezydenta [Warszawy] Kościałkowskiego robotnik miejski zerwał starą tabliczkę, a zawiesił na jej miejscu drugą z napisem: ULICA BRONISŁAWA PIERACKIEGO. W czasie tej czynności orkiestra grała hymn państwowy.

Podczas okupacji niemieckiej powrócono do starej nazwy. Również w innych miastach Polski upamiętniono ministra Pierackiego, nadając jego imię ulicom, np. w Chrzanowie, gdzie nazwę taką otrzymała ul. Krakowska (nosiła ją w latach 1934–1939).
16 czerwca 1934 prezydent awansował pośmiertnie Pierackiego z dniem 15 czerwca 1934 na generała brygady. Zarządzenie o nadaniu stopnia ogłoszono w Dzienniku Personalnym MSWojsk. dopiero 22 grudnia tegoż roku. 21 czerwca ministra pochowano na cmentarzu w Nowym Sączu. Pośmiertnie został kawalerem Orderu Orła Białego.
Na starym cmentarzu w Nowym Sączu w 1934 zbudowano Dom Strzelecki im. Bronisława Pierackiego. Przed budynkiem znalazła się marmurowa płyta nagrobna ministra. W 1940 została ona przeniesiona przez Niemców na cmentarz komunalny przy ul. Rejtana (kwatera nr 27).

## Wątpliwości
Już w toku śledztwa przeprowadzonego tuż po morderstwie, pojawiło się wiele wątpliwości odnośnie do okoliczności i przebiegu zamachu:
- fundamentalne rozbieżności w różnych opisach zamachowca – Polska Agencja Telegraficzna podała, że sprawca był niskiego wzrostu, ubrany był w czapkę cyklistówkę, sportowe ubranie, miał wąsy przystrzyżone po angielsku[43]. Natomiast według Żeleńskiego, mordercą był wysoki, ogorzały, młody blondyn lub szatyn o bujnej czuprynie w jasnym, zielonkawym płaszczu[44]. „Robotnik” z 16 czerwca 1934 pisał nawet nie o jednym, ale o trzech zamachowcach, którzy wbiegli na ulicę Szczyglą. Na przodzie biegł jeden z nich z rewolwerem w ręku, dwaj inni, również z rewolwerami, podążali za nim[45].
- dziwne zachowanie szofera Pierackiego – Stanisława Wituskiego, który zaraz po zabójstwie nie wysiadł z auta i nie rozpoczął pościgu za mordercą, tylko stracił dużo czasu na zawracaniu samochodu w wąskiej uliczce,
- tuż po zamachu w opisach wydarzenia zamieszczonych w ówczesnych gazetach pojawiły się różne dane dotyczące tego, kto wskazał pościgowi mylny kierunek ucieczki mordercy. Według różnych doniesień był to człowiek w mundurze oficerskim, cywil lub nawet trzy osoby. „Robotnik” pisał 16 czerwca 1934 o trzech osobnikach, którzy ukryci za drzewami ogródka, otaczającego dom, strzelali do ministra[45].

Zdaniem historyka, autora sensacyjnych i czasem kontrowersyjnych artykułów – Dariusza Baliszewskiego, Bronisław Pieracki zginął w innych okolicznościach, niż ustalono w trakcie policyjnego śledztwa. Wspomina on o szeregu wątpliwości, jakie pojawiły się podczas dochodzenia (m.in. co do opisu sprawcy), a także przytacza wypowiedzi ówczesnych polityków, podających w wątpliwość fakt, że ministra zabili nacjonaliści ukraińscy. Wincenty Witos pisał m.in.: 

22 lipca 1934 r. przybył Bagiński (Kazimierz) z wiadomościami. (...) Posiada zupełnie pewne wiadomości, że Pierackiego zamordowali przyjaciele polityczni. Znaleziona bomba pochodzenia ukraińskiego była umyślnie podrzucona, by zmylić ślady. Zupełnie bezpodstawne jest aresztowanie studenta ukraińskiego.

 Podobnego zdania był starosta gnieźnieński Julian Suski: 

Pieracki był jedynym pośród bliskich Marszałka, który pragnął porozumienia z obozem narodowym i jego śmierć była prawdopodobnie zamknięciem tych planów. I dlatego nie wierzę, by była ona postanowiona przez Ukraińców.

 Baliszewski opisał także cały szereg wątpliwości, jakie wyrażała polska opinia publiczna po ogłoszeniu przez władze, że zamachu dokonali Ukraińcy: 

Wiązano ten zamach z Niemcami i wizytą w Warszawie min. Goebbelsa, którego Pieracki na kilka godzin przed śmiercią żegnał na dworcu w Warszawie, wiązano z tajemniczymi, poufnymi, misjami pułkownika Pierackiego, które kilka lat wcześniej zlecał mu marszałek Piłsudski. Najmniej jego śmierć wiązano z postawionymi przed sądem Ukraińcami. Prasa ukraińska, jak choćby „Diło”, ironicznie zaznaczała, że „zamachowiec był albo urodzonym warszawianinem, albo znał doskonale topografię Warszawy”, twierdząc jednocześnie, że sugestie, jakoby zamach na Pierackiego mógł wyjść z kół ukraińskich, „nie wytrzymują krytyki”. Ukraińcy podnosili argument trudny do pominięcia. Oto – pytali – jeśli już przyjąć, że za zamachem na Pierackiego rzeczywiście ukrywała się OUN, to jak zrozumieć, że na wykonawcę zamachu wyznaczono Maciejkę, nierozgarniętego półanalfabetę, który gdyby został schwytany, skompromitowałby na sali sądowej Ukrainę i jej niepodległościowe marzenia. To niemożliwe – twierdzili. – Nie my zabiliśmy waszego ministra.

Baliszewski przytoczył także relację dr Iwony Zaciewskiej, której ciotka – Grażyna Wajda, poznała w 1968 w Argentynie osobę twierdzącą, iż to ona zamordowała Pierackiego. Według niej zabójcą miał być Mieczysław Różański – góral, któremu minister rzekomo uwiódł żonę.

## Założenie obozu w Berezie Kartuskiej
Zamach na Bronisława Pierackiego był jednym z głównych powodów, jakie skłoniły sanacyjne władze do założenia obozu dla więźniów politycznych w Berezie Kartuskiej. Tuż po śmierci ministra, jego resort trafił pod bezpośrednie zwierzchnictwo premiera Kozłowskiego, który nad trumną Pierackiego mówił: 

Rząd Rzeczypospolitej jest zdecydowany dać społeczeństwu i naszej dobrej sławie narodowej satysfakcję za tę obrazę i zadośćuczynienie za życie Bronisława Pierackiego oraz sięgnąć po stanowcze środki pohamowania instynktów, z których rodzi się zbrodnia.

 Kozłowski przygotował plany utworzenia tzw. obozu izolacyjnego. Spotkał się w tej sprawie z Piłsudskim, który wyraził zgodę na utworzenie „Miejsca Odosobnienia”. Trzy dni po zabójstwie Pierackiego ukazało się Rozporządzenie Prezydenta Rzeczypospolitej z dnia 17 czerwca 1934 r. w sprawie osób zagrażających bezpieczeństwu, spokojowi i porządkowi publicznemu. Na jego mocy utworzono obóz w Berezie, a sam dokument umożliwiał zamykanie tam osób, których działalność lub postępowanie daje podstawy do przypuszczenia, że grozi z ich strony naruszenie bezpieczeństwa, spokoju lub porządku publicznego. Władze sanacyjne mogły więc więzić swych przeciwników politycznych bez potrzeby przeprowadzania jakiegokolwiek postępowania sądowego. Do Berezy trafiali przede wszystkim członkowie ONR, nacjonaliści ukraińscy oraz komuniści.